# トロと休日
『トロと休日』（トロときゅうじつ）は、2001年11月29日にソニー・コンピュータエンタテインメントから発売されたPlayStation 2用のソフト。どこでもいっしょシリーズの第4弾で、PlayStation 2としてはシリーズ初の作品である。

## 概要
実写映像で再現された港町を舞台に、主人公のポケットピープル（ポケピ）「井上トロ」と、のんびり休日を過ごし旅の思い出を作る、というストーリー。ゲームシステムは初代同様「ポケピに単語を教え、コミュニケーションをとる」という人工無脳系ゲームであるが、本作では旅の思い出を「写真」「たからもの」として残すという機能が追加されている。
なお、本作では行動を共にするポケピはトロのみで、他のポケピ（三原ジュン、山本ピエール、リッキー、R・スズキ）は移動先で出会うゲストキャラとなっており、トロとの別れの後も、彼らとは会話できるようになっている。

## 言葉をおしえる
このゲームのメインとなる行動。自分からトロに教えたり、逆にトロから質問されたりする。人や物の名前、職業、挨拶などのカテゴリを選択し、8文字で単語を入力することで教える。教えた言葉はその後の会話の中に登場することがあるが、トンチンカンな意味となることの方が多い。言葉を教え、会話を多くすることで、ポケピと親密になっていくが、結局、トロに追い出される。

## 思い出作り
絵日記
毎日の出来事をトロが絵日記にして残してくれる。
写真
移動先での出来事を写真として記録することができる。基本的に任意のタイミングで撮影が可能。撮影した写真はエンディング後に見ることができる。24枚撮り。
たからもの
移動先で、貝殻や鳥の羽などといったいわゆる「ガラクタ」を拾うことがある。これをトロにあげることで「たからもの」として残してくれる。

## 実写について
モデルとなった町は三浦市の三崎である。オープニングデモでは、この三浦市の主要路線である京浜急行電鉄に乗って旅に出るという場面が流れる。ちなみに京浜急行電鉄では本作の販売に先立ち、コラボレーション企画も行っていた。

## エンディングテーマ
心ノ種
作詞：夏野芹子
作曲：上野義雄
編曲：磯谷健
唄：saori